# Розумово
Розумо́во (рос. Разумово) — селище у складі Туринського міського округу Свердловської області.
Населення — 55 осіб (2010, 75 у 2002).
Національний склад населення станом на 2002 рік: росіяни — 94 %.